# Велике Петрово (Торжоцький район)
Велике Петрово (рос. Большое Петрово) — присілок в Торжоцькому районі Тверської області Російської Федерації.
Населення становить 128 осіб. Входить до складу муніципального утворення Будовське сільське поселення.

## Історія
Від 2005 року входить до складу муніципального утворення Будовське сільське поселення.

## Населення
| 1859 | 1884 | 1920 | 1997 | 2002 | 2010 |
| ---- | ---- | ---- | ---- | ---- | ---- |
| 215  | ↗263 | ↗300 | ↘146 | ↘124 | ↗128 |